# Cerje Pokupsko
Cerje Pokupsko – wieś w Chorwacji, w żupanii zagrzebskiej, w gminie Pokupsko. W 2011 roku liczyła 84 mieszkańców.